# Antonino Bivona Bernardi
Antonino Bivona Bernardi (Messina, 1770 – Palermo, 1837) è stato un botanico italiano.
Rimasto orfano in giovane età, si trasferì da uno zio a Palermo, ove compì gli studi universitari, frequentando dapprima la facoltà di giurisprudenza, per approdare successivamente alle scienze naturali.
Fu allievo di Giuseppe Tineo, allora direttore dell'Orto botanico di Palermo.
Dopo la laurea si recò a Napoli, ove entrò in contatto con Michele Tenore e Vincenzo Petagna.
Morì nel 1837 vittima dell'epidemia di colera scoppiata a Palermo.
Ad Antonino Bivona sono dedicate alcune specie botaniche come Adenocarpus bivonii, Lupinus bivonii, Euphorbia bivonae, Laurentia bivonae e Poa bivonae, nonché il genere Bivonaea delle Brassicaceae.

## Opere
Opere:
- Sicularum plantarum centuria prima, Palermo, Apud Philippum Barravecchia, 1806.
- Sicularum plantarum centuria secunda, Palermo, Apud Philippum Barravecchia, 1807.
- Monografia delle Tolpidi, Palermo, Sanfilippo, 1809.
- Stirpium rariorum, minusque cognitarum in Sicilia sponte provenientium descriptione, nonnullis iconibus auctae Manipulus I-IV., Palermo, Typis Regiis, 1813-1816
- Cenni sullo stato attuale dell'agricoltura e pastorizia in Sicilia, L'Iride, 1, 1822, pp. 3–33.
- Istruzione sulla coltivazione e sugli usi delle patate o sia pomi di terra, L'Iride, 1, 1822, pp. 134–139.
- Alle due memorie del Sig. Brocchi sulle diverse formazioni di rocce della Sicilia. Prolegomeno, L'Iride, 1, 1822, pp. 195–197.
- Scinaia algarum marinarum genus novum, L'Iride, 1, 1822, pp. 232–234.
- Prima raccolta di note alla memoria del prof. Ferrara dal titolo La natura, le sue leggi e le sue opere o Introduzione alle scienze naturali,  Napoli, Tipografia Cataneo, Fernandes e comp., 1830.
- Breve relazione sugli ossi fossili trovati non à guari vicino Palermo Archiviato il 16 novembre 2007 in Internet Archive., La Cerere, 1° e 15 aprile, 3 maggio 1830.
- Bicellularia algarum marinarum novum genus, Effemeridi scientifiche e letterarie per la Sicilia, 5, 1832 pp. 91-92.
- Caratteri di un nuovo genere di conchiglie fossili, estratti I-II, Effemeridi scientifiche e letterarie per la Sicilia, I, 1, 1832, pp. 55-62; I, 2,1832,  pp. 3-24.
- Prospetto d'un regolamento per bruciare lo zolfo ad aria aperta, Effemeridi scientifiche e letterarie per la Sicilia, 10, 1834, 264-278.
- Cenno sulla cultura dell'albero di manna, Effemeridi scientifiche e letterarie per la Sicilia, 11, 1834, pp. 15-16.
- Tinéa. Ex mirabili ordine sive naturali familia Orchidearum novum genus Archiviato il 3 gennaio 2015 in Internet Archive., Giornale di Scienze Lettere e Arti per la Sicilia, 50, 1835, pp. 205-207.
- Nuove piante inedite del Barone Antonino Bivona Bernardi pubblicate dal figlio Andrea, Palermo, presso Lorenzo Dato, 1838.
- Catalogus herbarii Antonini Bivonae Bernardi secundum Linneanum systema digesti, a cura di Filippo Parlatore e Andrea Bivona, Giornale di Scienze Lettere e Arti per la Sicilia, 66, 1839, pp. 117–124.